# Степноозерка
Степноозерка — деревня в Назаровском районе Красноярского края России. Входит в состав Гляденского сельсовета.

## География
Деревня расположен в 54 км к югу от районного центра Назарово.

## Население
| 2010 |
| ---- |
| 243  |

Гендерный состав
По данным Всероссийской переписи населения 2010 года 112 мужчин и 131 женщина из 243 чел.